# September 2005
Dit artikel geeft een chronologisch overzicht van alle belangrijke gebeurtenissen per dag in de maand september van het jaar 2005.

## Gebeurtenissen

### 1 september
- In Nederland begint de uitgifte van kentekenbewijzen en kentekenplaten voor bromfietsen. Uiterlijk 1 januari 2007 moeten alle bromfietsen hiervan voorzien zijn.
- In New Orleans wordt de evacuatie van een stadion stopgezet nadat een helikopter beschoten werd. De VS laten weten alle hulp uit het buitenland te aanvaarden.
- De ministers van Buitenlandse Zaken van de Europese Unie beslissen in Wales over mogelijke verdere verplichtingen die aan Turkije opgelegd zullen worden alvorens gesprekken over een toetreding van Turkije tot de EU voort te zetten.
- De ministers van Buitenlandse Zaken van Pakistan en Israël bevestigen dat ze elkaar voor het eerst officieel gesproken hebben. Pakistan erkent de staat Israël niet.
- Voor het eerst sinds de val van Saddam Hoessein worden er in Irak executies uitgevoerd.

### 2 september
- In New Orleans staan delen van de stad in brand, er zijn ontploffingen gemeld in de buurt van een chemische fabriek en leden van de Nationale Garde krijgen toestemming met scherp te schieten op plunderaars. Duizenden dienen nog steeds geëvacueerd te worden.
- Op de Amerikaanse marinebasis Guantánamo Bay gaan tussen 76 en 200 gevangenen in hongerstaking om een humanere behandeling te eisen.
- De voormalige Antwerpse politiecommissaris en huidige veiligheidsadviseur van het Vlaams Belang Walter Debie wordt in staat van beschuldiging gesteld wegens onder meer foltering.
- President Vladimir Poetin heeft een onderhoud met moeders van kinderen die overleden tijdens de gijzeling in Beslan.
- De Parijse politie verwijdert Afrikaanse krakers uit onveilige woningen na twee dodelijke branden in soortgelijke woningen.

### 3 september
- De Rode Duivels verliezen tegen Bosnië en Herzegovina met 1-0, en verspelen daarmee zo goed als zeker hun laatste kans op een WK-deelname. Het Nederlands elftal wint in een slechte wedstrijd met 1-0 van Armenië. In dezelfde groep als Nederland verliest Tsjechië van Roemenië. De eindstand is 2-0 door twee goals van Adrian Mutu.
- Voor het eerst in dertien jaar daalt het aantal slachtoffers van vuurwapens in Brazilië. Er stierven in 2004 "slechts" 36.000 Brazilianen door geweerschoten.

### 4 september
- Stefan Everts wordt voor de negende maal wereldkampioen in de zwaarste categorie van de motorcross.
- De derde dodelijke brand in minder dan twee weken te Parijs eist ten minste twaalf doden.
- Egypte: De laatste dag om campagne te voeren voor de presidentiële verkiezingen gaat in. Internationale waarnemers worden niet toegelaten.
- In India bij een aanslag door maoïstische rebellen sneuvelen 23 paramilitairen.

### 5 september
- Opstandelingen voeren een gewaagde raid uit op het ministerie van Binnenlandse Zaken in Bagdad. In de buurt van Basra sneuvelen twee Britse militairen bij een bomexplosie.
- Bij de Kosovaarse president Ibrahim Rugova wordt longkanker vastgesteld, waaraan hij op 21 januari 2006 overlijdt.
- Een rechtbank in Australië oordeelt dat gebruikers van het programma Kazaa inbreuk op het auteursrecht plegen.
- Bij Sölden storten drie cabines van een kabelbaan neer, waarbij 9 mensen omkomen.
- Een Boeing 737 van de Indonesische luchtvaartmaatschappij Mandala Airlines stort vlak na vertrek neer op een woonwijk in Medan (Noord Sumatra). Er vallen minstens 150 slachtoffers.
- In het oosten van Congo stort een Antonov An-26 vlak voor de landingsbaan van Isiro neer.

### 6 september
- ' Jan Decleir ontvangt de Prijs voor de beste acteur op het World Filmfestival in Montreal.
- China Southern Airlines bestelt bij Airbus tien A330-vliegtuigen, goed voor 1,5 miljard dollar.
- 29 mensen sterven bij een brand in een theater in de buurt van Caïro.
- Het burgercollectief StRaten-generaal presenteert een noordelijker gelegen tunnel als een alternatief voor de Oosterweelverbinding en pleit tevens voor het openhouden van de Kennedytunnel voor vrachtverkeer.

### 7 september
- De rechtbank in Den Haag verbiedt het verlenen van subsidie aan de Staatkundig Gereformeerde Partij, omdat deze partij vrouwen niet als volwaardig lid toelaat.
- Archeologen van de KU Leuven leggen in de buurt van Sagalassos een stad uit de ijzertijd bloot.
- In Den Haag lekt uit dat de kernenergiecentrale Borssele nog tot 2033 in bedrijf zal blijven.

### 8 september
- Uit de medische dossiers betreffende het overlijden van de voormalige Palestijnse president Yasser Arafat blijkt dat de Franse dokters het niet eens raakten over de oorzaak van de ziekte die tot zijn dood leidde.
- De OekraïensePresident Viktor Joesjtsjenko ontslaat de regering van premier Tymosjenko. Het land is al maanden in de greep van een corruptieschandaal.
- Gouverneur Arnold Schwarzenegger van Californië maakt bekend dat hij zijn veto uit zal spreken over een wet die het huwelijk voor homo's legaliseert.

### 9 september
- Egypte: Moebarak wordt herkozen als president met 88% van de stemmen. De opkomst bedroeg 23%.
- De Nederlandse minister Zalm maakt bekend dat de Nederlandse luchthaven Schiphol gedeeltelijk geprivatiseerd zal worden door een gang naar de beurs.
- Een F-16 van de Belgische Luchtcomponent stort neer bij Vlieland.
- De Nederlandse judoka Edith Bosch wordt in Caïro wereldkampioen in de klasse tot 70 kilo. De Antwerpse Catherine Jacques verovert brons, net zoals op de Europese kampioenschappen. Bij de mannen wint de Nederlander Guillaume Elmont goud in de klasse tot 81 kilo.

### 10 september
- Valeri Gergiev, dirigent van het Rotterdams Philharmonisch Orkest, wordt benoemd tot Ridder in de Orde van de Nederlandse Leeuw.
- De vijfdaagse werkweek wordt in Bangladesh van kracht in de publieke sector, dit als maatregel om de energiekosten te drukken.
- Coalitietroepen starten een offensief in de stad Tel Afar om er opstandelingen te verdrijven.
- Voor het eerst in haar carrière wint de Vlaamse Kim Clijsters de finale van een grandslamtoernooi, door de US Open te winnen van Mary Pierce in 2 sets (6-3 en 6-1).

### 11 september
- In Vorst wordt een nieuwe synagoge geopend. De eerste vrouwelijke rabbijn van België, Floriane Chinsky, zal er werken.
- De OPEC maakt bekend de olieproductie te verhogen vanwege de hoge prijs.
- De Japanse parlementsverkiezingen worden gewonnen door de partij van premier Junichiro Koizumi. De Liberaal-Democratische Partij behaalt de absolute meerderheid.
- China: De taifoen Khanun komt aan land in de provincie Zhejiang. Ruim 800 000 mensen werden geëvacueerd wegens deze taifoen van 4e categorie.
- De Nederlandse judoka Dennis van der Geest wordt in Caïro wereldkampioen in de open klasse.
- De volleyballers van Italië winnen voor de zesde keer in de geschiedenis de Europese titel. In de finale is de ploeg van bondscoach Gian Paolo Montali met 3-2 te sterk voor Rusland. Sterspeler Alberto Cisolla wordt na afloop van het toernooi uitgeroepen tot meest waardevolle speler.

### 12 september
- De Amerikaanse onderminister Michael Brown treedt af als directeur van de federale rampenbestrijdingsdienst "FEMA". Er was veel kritiek op hem, omdat de hulpverlening aan de door de orkaan Katrina getroffen gebieden laat op gang kwam en aanvankelijk erg chaotisch verliep.
- India en Pakistan wisselen een vijfhonderd gevangenen uit.
- De Turkse afdeling van het Rode Kruis stuurt vijf vrachtwagens met noodhulp naar Tel Afar, waar een offensief tegen Iraakse opstandelingen aan de gang is.
- Afval: Vlaanderen blijft met 300 000 ton restafval zitten dat tot voor kort naar Duitsland en Wallonië gezonden werd om te verbranden.
- Engeland wint voor het eerst sinds 1987 de Ashes door Australië te verslaan.
- Hong Kong Disneyland Resort opent zijn deuren.
- Bij de 24ste editie van de wereldkampioenschappen judo, die worden gehouden in Caïro, eindigt Nederland als tweede in het medailleklassement, dankzij drie gouden (Guillaume Elmont, Dennis van der Geest en Edith Bosch) en drie bronzen medailles (Mark Huizinga, Claudia Zwiers en Carola Uilenhoed).

### 13 september
- In Amsterdam wordt de miljonairsdochter Claudia Melchers ontvoerd.
- Het Openbaar Ministerie geeft toe grote fouten gemaakt te hebben in de zaak van de Schiedamse parkmoord. Het hoofd ervan, Harm Nanne Brouwer, biedt zijn verontschuldigingen aan aan de familie van de vermoorde Nienke, haar vriendje Maikel en de onschuldig veroordeelde Kees B.
- Bij de parlementsverkiezingen in Noorwegen behalen de rood-groene oppositiepartijen een meerderheid in het Storting.
- Een Amerikaanse studie belegt dat injecties van vitamine C in het bloed helpt bij de genezing ervan door het doden van kankercellen.

### 14 september
- Frances Newton wordt in Huntsville (Texas) geëxecuteerd wegens de moord op haar echtgenoot en drie kinderen. De zaak krijgt veel aandacht omdat zij de eerste Afro-Amerikaanse vrouw is die sinds de herinvoering van de doodstraf ter dood wordt gebracht en omdat er twijfel bestaat over haar schuld.
- Het Chileense hooggerechtshof heft de immuniteit van de voormalige dictator Augusto Pinochet op.
- Het cassatieverzoek van Siegfried Verbeke wordt verworpen. Deze blijft dus veroordeeld tot een jaar effectieve celstraf wegens negationistische uitspraken.
- Bij een zware zelfmoordaanslag sterven ten minste 80 Irakezen in een sjiitische wijk van Bagdad. Twee uren voordien werden 17 Irakezen standrechtelijk geëxecuteerd door personen in militaire uniformen.
- VN-diplomaten bereiken overeenstemming over een ontwerp van hervormingen aan de vooravond van een historische top.

### 15 september
- Er dreigt in West-Europa een tekort aan patat of friet door de slechte aardappeloogst.
- De ontvoerde Claudia Melchers wordt 's nachts door haar ontvoerders vrijgelaten. Er zou geen losgeld betaald zijn volgens de politie.

### 16 september
- Op een congres in Montreux wordt een extra mensenrecht voorgesteld: het recht op de bescherming van persoonsgegevens.
- Nederland verliest bij honkbal in de halve finales van het wereldkampioenschap met 0-7 van Zuid-Korea.
- In Denemarken wordt een zelfportret van Rembrandt uit 1630 teruggevonden, dat vijf jaar geleden gestolen werd uit het "Nationale Museum" van Zweden.
- In Peru begint de elfde editie van het WK voetbal voor spelers onder 17 jaar. Brazilië treedt aan als regerend kampioen.

### 17 september
- De linkse coalitie onder leiding van de Arbeiderspartij van Helen Clark verliest haar meerderheid bij verkiezingen voor het parlement, maar toch staat ze er het best voor om een nieuwe regering te kunnen vormen.

### 18 september
- Bij de verkiezingen heeft de CDU 3 zetels meer gewonnen dan de SPD. Van de kleinere partijen is de liberale partij groter geworden dan de groenen, die status quo blijven, en de nieuwe linkse partij die Linkspartei, die meteen een grote opmars maakt.
- Afghanistan: Eerste vrije parlementsverkiezingen in 30 jaar. De opkomst is zo'n 25% lager dan bij de presidentsverkiezingen, mogelijk uit angst voor aanslagen door Taliban-strijders.
- Wereldwijd worden amfibieën bedreigd door de ziekte chytridiomycose, die wordt veroorzaakt door een schimmel. De schimmel zou zijn meegebracht door Afrikaanse kikkers die in de dertiger jaren van de vorige eeuw geïmporteerd werden om zwangerschapstesten mee te doen.

### 19 september
- Britse troepen bestormen een gevangenis in Basra en bevrijden twee Britten. Deze waren gewond geraakt bij een vuurgevecht en opgepakt door leden van de militie van Moqtada al-Sadr.
- De NASA wil in 2018 vier astronauten naar de maan sturen. In 1972 liep de laatste mens op de maan.
- De Belgische auteurs Jean-Claude Van Rijckeghem en Pat Beirs winnen de Thea Beckman-prijs voor het beste historische jeugdboek voor hun roman Jonkvrouw.
- Het eerste volgeladen containerschip verlaat het Antwerpse Deurganckdok.

### 20 september
- Wielrenner Tom Steels maakt bekend dat hij op 10 oktober 2006 bij de gemeenteraadsverkiezingen in Sint-Niklaas als onafhankelijke zal opkomen op de kartellijst sp.a/Spirit/Groen!.
- Openbaar aanklaagster Carla del Ponte stelt in een interview dat de gezochte Kroatische generaal Ante Gotovina steun geniet van het Vaticaan en in een Kroatisch Franciscaans klooster verblijft.
- Een kankerverwekkende en bijtende stoffen bevattend containerschip met een lengte van 270 meter dreigt in de Westerschelde doormidden te breken, maar dat gebeurt uiteindelijk niet.
- In Wenen overlijdt op 96-jarige leeftijd de wereldberoemde nazi-jager Simon Wiesenthal.
- Een documentaire van het NCRV-programma "Netwerk" over de nasleep van de gijzeling in Beslan wordt bekroond met een Emmy Award.

### 21 september
- EU-voorzitter Manuel Barroso legt zich erbij neer dat de Unie zeker de komende drie jaar nog geen grondwet zal hebben. Eerder zei hij nog dat ze daardoor onbestuurbaar zou worden.
- Luchtvaart: Vlucht 292, een Airbus A320 van de Amerikaanse luchtvaartmaatschappij JetBlue Airways maakt een succesvolle noodlanding op Los Angeles International Airport, nadat het kort na opstijging te maken had gekregen met een kapot landingsgestel.
- Onderzoekers van het Tropisch Instituut te Antwerpen ontdekken dat het hiv — dat tot aids kan leiden — zwakker wordt.
- Op Wereldalzheimerdag wordt bekendgemaakt dat in Nederland meer dan 250 000 mensen aan de ziekte van Alzheimer lijden. In België zijn dat er 85 000.

### 22 september
- Een nieuwe orkaan met de sterkte van Orkaan Katrina stevent af op de kust van de Golf van Mexico bij Galveston. Houston zou ook getroffen kunnen worden.

### 25 september
- De Vlaming Tom Boonen verovert de wereldtitel voor beroepsrenners op de weg.
- Deze race voor door zonne-energie aangedreven auto's dwars door Australië gaat van start. Hieraan doet onder andere de Delftse Nuna 3, de opvolger van de winnaars in 2003 en 2001 mee.
- Orkaan Rita heeft weinig schade aangericht, maar Houston werd niet gespaard. Geëvacueerden mogen toch pas over een paar dagen naar hun huizen terugkeren.

### 26 september
- Volgens een commissie onder leiding van generaal De Chastelain heeft de IRA al haar wapens ingeleverd of buiten gebruik gesteld.
- De Amstelvener Eddy Christiani (87) krijgt de Edison-oeuvreprijs voor lichte muziek voor zijn grote verdiensten in de Nederlandse muziekgeschiedenis.
- In de Domkerk te Utrecht vindt de eerste openbare uitvoering plaats van een teruggevonden feestcantate van Johann Sebastian Bach. Alles mit Gott und nichts ohn' Ihn werd in oktober 1713 ten gehore gebracht bij de verjaardag van de hertog van Saksen-Weimar.

### 27 september
- De politie in Amsterdam arresteert twee mensen die verdacht worden van betrokkenheid bij de ontvoering van Claudia Melchers.
- Ziekte van Alzheimer: Onderzoekers in Londen stellen vast dat broccoli de ziekte van Alzheimer kan tegengaan.
- Het CNV roept mensen op om hun klachten met betrekking tot fijn stof in kantoorruimtes door laserprinters aan hen te melden.

### 28 september
- De ESA overweegt samenwerking met Rusland voor de ontwikkeling van een zespersoonsruimtevaartuig genaamd Clipper.
- Soldaat Lynndie England wordt in het Abu Ghraib-schandaal: veroordeeld tot 3 jaar gevangenis door een militaire rechtbank.
- De Delftse Nuna 3 wint deze race voor door zonne-energie aangedreven auto's dwars door Australië voor de derde keer.

### 29 september
- De Amerikaanse Senaat stemt in met de benoeming van John Roberts tot Opperrechter (Chief Justice) van het Amerikaanse Hooggerechtshof, als opvolger van de recent overleden William Rehnquist.
- Bij een bestorming van de enclave Ceuta in Marokko komen vijf mensen om het leven en geraken er honderden ernstig gewond. Zo'n 600 mensen probeerden de Europese Unie binnen te komen.
- De internetzoekmachine Google gaat een samenwerkingsverband aan met de Amerikaanse ruimtevaartorganisatie NASA.
- Nederland loot in de eerste ronde van de Davis Cup Rusland, de winnaar in 2002.

### 30 september
- Ingenieurs van de Amerikaanse ruimtevaartorganisatie NASA bereiken een doorbraak in de ontwikkeling van interferometrische telescopen: ze weten met de Kecktelescoop het licht van sterren met een factor 100 te verzwakken. Hierdoor kunnen gebieden die door die sterren overstraald worden zichtbaar gemaakt worden.
- De Nederlandse overheid gaat elke burger in het land een brochure toesturen waarin wordt ingegaan op terrorisme en de bestrijding daarvan.
- Bij de verfilming van het boek van Dan Brown door regisseur Ron Howard in Midlothian (Schotland) wordt een man gearresteerd, omdat hij een handtekening van Tom Hanks wilde.
- Michael Jackson kiest Londen uit om zijn single From the Bottom of my Heart voor de slachtoffers van de orkaan Katrina op te nemen.
- De Waalse premier Jean-Claude Van Cauwenberghe neemt ontslag naar aanleiding van een omkoopschandaal.

<< · januari · februari · maart · april · mei · juni · juli · augustus · september · oktober · november · december · >>